# Szőts István
Szőts István (Szentgyörgyválya, 1912. június 30. – Bécs, 1998. november 6.) Kossuth-díjas magyar filmrendező, forgatókönyvíró.

## Életpályája
Az Aba-Novák Vilmos és Iványi-Grünwald Béla esti iskoláján folytatott festészeti tanulmányok után, 1939-ben a Hunnia Filmgyárban kezdte pályáját. A korszak „fehértelefonos" filmjeinél modernebb, filmszerűbb stílus elvét valló író-producer, Zilahy Lajos mellett volt asszisztens.
Már első játékfilmjétől, az 1942-ben, a Velencei Nemzetközi Filmfesztiválon művészeti kategóriában díjat nyert Emberek a havason című, korszakalkotó műtől kezdve Szőts magyarországi pályája politikai meghurcoltatások tanúságtétele volt. A filmet 1945 előtt „nem elég mély", 1945 után „túl mély katolicizmusa, hamis népiessége" miatt támadták. 1947-ben forgatott másik remekművét, az Ének a búzamezőkrőlt „népieskedőnek, klerikálisnak" bélyegezve betiltották. Szőts tervei politikai, ideológiai okok miatt rendre meghiúsultak.
Az 1956-os forradalom tragédiája után, amelynek filmes megörökítésében is részt vett, az emigráció mellett döntött. 1957-ben nem tért vissza a velencei filmfesztiválról, ahol Melyiket a kilenc közül? című filmjével díjat nyert, s attól kezdve Bécsben élt.
Filmes munkássága elsősorban az olasz és az osztrák kultúrára hatott. 1942-ben az olasz neorealizmus későbbi nagyjai, Carlo Lizzani, Umberto Barbaro, Alberto Lattuada stb. lelkesen magasztalták az Emberek a havason humanizmusát, merész szociális témáját, természetességét, vizuálisan sűrített, balladisztikus stílusát, ellenfényes technikáját. De Sica szicíliai forgatást ajánlott neki Giovanni Verga parasztok, halászok, kénbányászok életét ábrázoló, súlyos, misztikus hangvételű novelláiból, a terv azonban a szövetségesek partraszállása miatt meghiúsult.
1959–1971 között Szőts osztrák kultúrfilmeket készített. 1964–1969 között filmrendezést tanított az Osztrák Filmakadémián.
Osztrák művészeti dokumentumfilmjeiben az európai kultúra és hagyományok világát elevenítette föl. A Stephansdom gótikus tornyának bemutatásában a föl-le lóduló kamera a gótika égbetörő parancsát követi, csak 1-1 gótikus síremléken vagy állatfigurán megállva tágítja ki a képet az egész monumentális műre. A Monarchia agóniájának, a századforduló szecessziós és expresszionista művészetének, Gustav Klimt és Egon Schiele életművének állított emléket a két festőóriásról készített kisfilmjeiben.
Az 1970-es évek óta sokat tartózkodott Magyarországon. Megvalósulatlan filmtervei közül a G. B. L. (Gróf Batthyány Lajos főbenjáró pere és vértanúsága) című irodalmi forgatókönyve 1987-ben jelent meg a Magvető Kiadónál; a „Röpirat a magyar filmművészet ügyében” című, 1945-ben írt reformtervezetének reprint kiadása pedig 1989-ben a Magyar Filmintézetben.

## Emlékezete
2013 óta nevét viseli a Magyar Művészeti Akadémia Film- és Fotóművészeti tagozatának díja (Szőts István-díj).

## Filmjei

### Magyar játékfilmek
- Emberek a havason (1942)
- Ének a búzamezőkről (1947)

### Magyar rövidfilmek
- Látogatás Kisfaludi Stróbl Zsigmond műtermében (1940)
- Kádár Kata (1944)
- Szerelmes szívek – Kádár Kata (1944, szkeccsfilm)
- Kövek, várak, emberek (1955)
- Melyiket a kilenc közül? (1957)

### Osztrák rövidfilmek
- Kaiser Derzeitwende (Maximilian császár, az utolsó lovag) 1959
- Hallstadti ballada (Hallstatter Ballade) 1960
- Stephansdom 1962
- Das Grabmal des Kaisers (A császár síremléke) 1962
- Wiener Prater (A bécsi Práter) 1965
- Betty Fischer 1968
- Gustav Klimt 1969
- Egon Schiele 1971
- Remigius Geyling 1971
- Otto Wagner 1971
- Fritz Wotruba (1971)

## Kötetei
- Röpirat a magyar filmművészet ügyében; Független Ny., Bp., 1945 (hasonmásban: MMA, Bp., 2015)
- G. B. L. Gróf Batthyány Lajos főbenjáró pere és vértanúsága. Irodalmi forgatókönyv; Magvető, Bp., 1987 (Nemzet és emlékezet)
- Szilánkok és gyaluforgácsok. Egybegyűjtött írások; szerk. Pintér Judit, Zalán Vince; Osiris, Bp., 1999
- Tetemrehívás. Az utolsó nádor; MMA, Bp., 2018 + DVD

## Díjai
- Biennálé díja a legművészibb filmnek – Velencei Nemzetközi Filmfesztivál (1942)
- Dokumentumfilm kategória díja – Velencei Nemzetközi Filmfesztivál (1956)
- Biennálé 2. díja – Velencei Nemzetközi Filmfesztivál (1957)
- Osztrák filmdíjak (1962, 1969)
- Magyar Művészetért díj (1990)
- Kossuth-díj (1992)
- Filmszemle életműdíja (1994)
- Magyar Örökség díj (1996)